# Koncerty Poznańskie

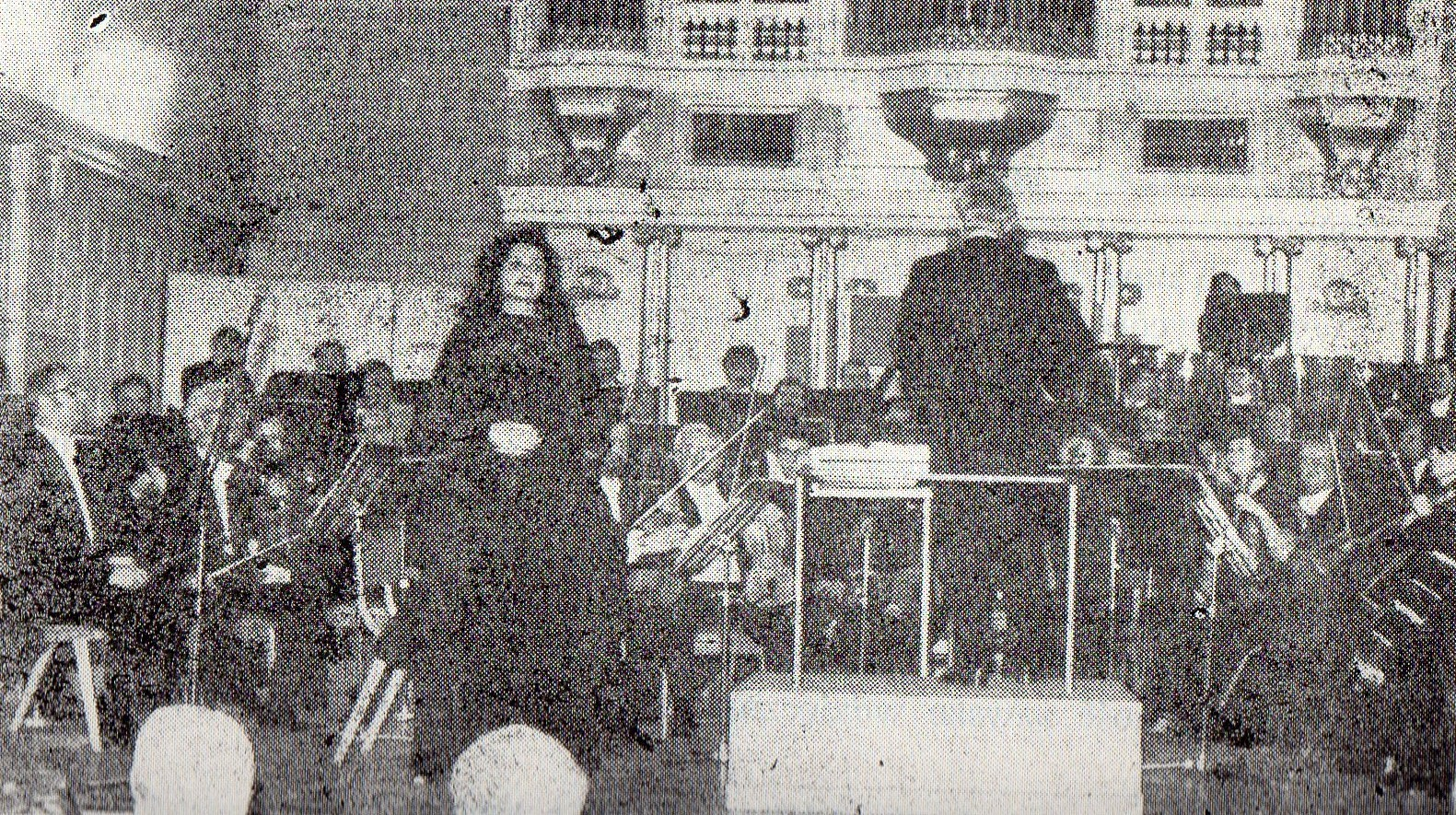
200. Koncert Poznański (26 listopada 1983). Śpiewa Ewa Werka

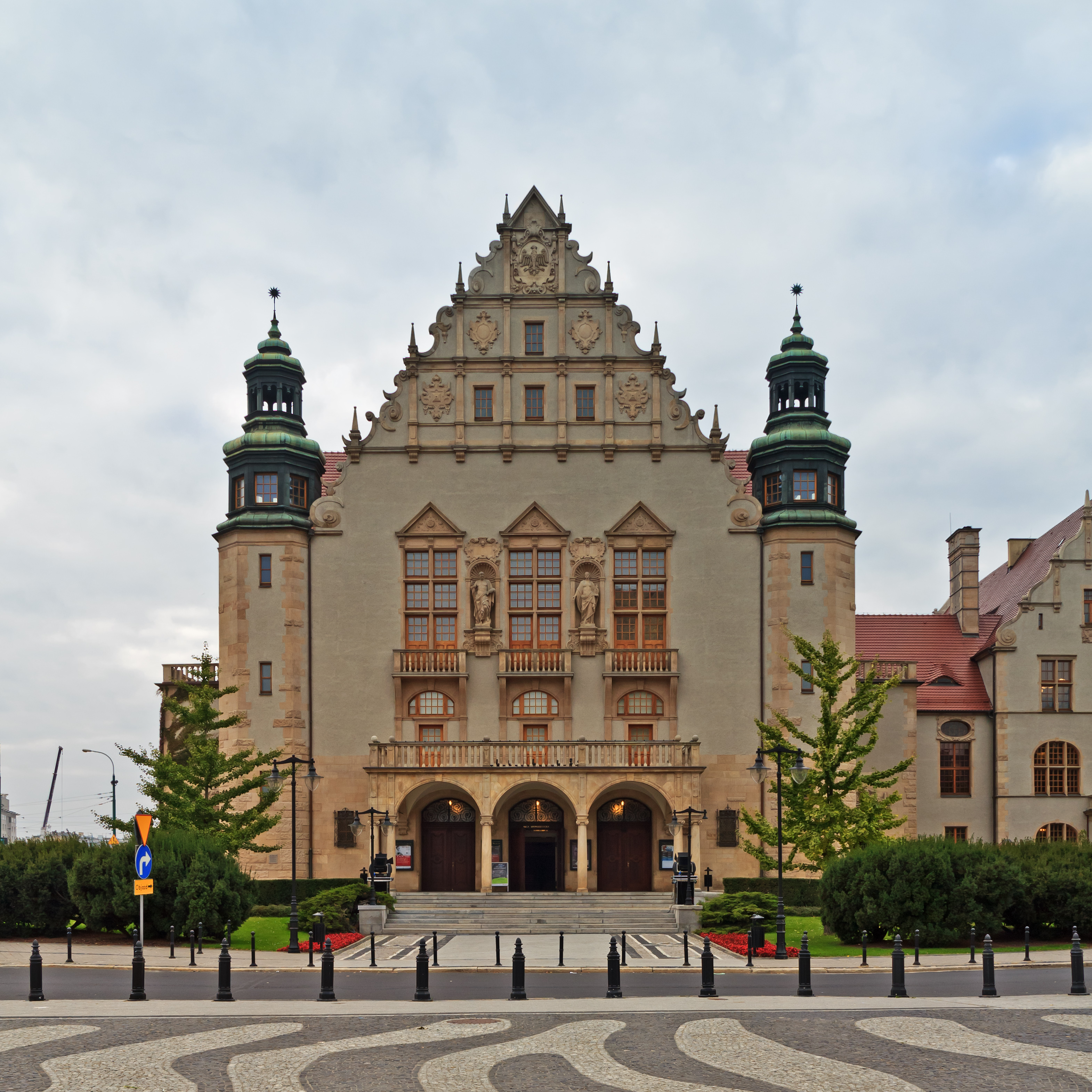
Aula Uniwersytetu im. Adama Mickiewicza - miejsce Koncertów Poznańskich

Koncerty Poznańskie – cykliczna impreza muzyki poważnej odbywająca się od 1962 w Filharmonii Poznańskiej im. Tadeusza Szeligowskiego. Pomysłodawcą jej stworzenia był Romuald Połczyński, dziennikarz "Expressu Poznańskiego".

## Geneza i historia
Celem powstałej inicjatywy była chęć ożywienia życia muzycznego miasta. Cykl zainaugurowano 5 i 6 stycznia 1962 (na pierwszym koncercie, w wykonaniu Orkiestry Symfonicznej Filharmonii Poznańskiej, zaprezentowano uwerturę fantastyczną Bajka Stanisława Moniuszki, arię Stefana z IV aktu opery Straszny dwór tego samego autora oraz Błękitną rapsodię i Kołysankę z Porgy and Bess Georg'a Gershwina). Koncerty odbywały się w sobotnie wieczory i niedzielne poranki. Cechami koncertów miały być: umiejętnie dobierany repertuar, najlepsi wykonawcy, stałe pory i przystępne ceny biletów. W 1987, z okazji 25-lecia Koncertów, zorganizowano uroczystości jubileuszowe z udziałem m.in. Roberta Satanowskiego. 

## Goście
Podczas koncertów występowali m.in.: Zdzisława Donat, Barbara Zagórzanka, Andrzej Hiolski, Wiesław Ochman, Bogdan Paprocki, Kazimierz Pustelak, Lothar Faber, Józef Wiłkomirski, Gustaw Holoubek, Zofia Kucówna, Adam Hanuszkiewicz, Sławomir Żerdzicki, Witold Krzemieński, Zara Dołuchanowa, Bernard Ładysz, Stefania Woytowicz, Krystyna Szczepańska, Edmund Kossowski, Antoni Wit, Stefan Stuligrosz, Zygmunt Latoszewski, Halina Czerny-Stefańska, Lidia Grychtołówna, Konstanty Andrzej Kulka, Teresa May-Czyżowska, Stefania Toczyska, Jerzy Katlewicz, Kaja Danczowska, Marek Drewnowski, Janusz Olejniczak, Piotr Paleczny, Anna Malewicz-Madey, Urszula Mitręga, Ewa Podleś, Bogna Sokorska, Roman Węgrzyn, Ewa Werka, Renard Czajkowski, Anna Jeremus-Lewandowska, Krzysztof Dziewięcki, Monika Swarowska-Walawska, Wojciech Michniewski, Ewa Iżykowska, czy Antoni Grochowalski.
Prelekcje wygłaszali i zagajali m.in.: Wojciech Dzieduszycki, Zbigniew Pawlicki, Sławomir Pietras, Bohdan Pilarski, Zdzisław Sierpiński, czy Marian Wallek-Walewski. 
Gościnnie grały natomiast, m.in. orkiestry symfoniczne Państwowej Filharmonii Wileńskiej, Filharmonii Banatul z Rumunii czy Filharmonii Leningradzkiej.
Podczas dwustu koncertów, czyli do 1983 wystąpiło 60 dyrygentów, 234 solistów, 12 chórów, 18 orkiestr i zespołów instrumentalnych, a także 26 prelegentów. Wykonano utwory 257 kompozytorów, w tym twórców polskich – 71. Publiczność zamknęła się w tym okresie liczbą około 350.000 osób.